# Fabian Gutbrod
Fabian Gutbrod (* 1. Juli 1988 in Göppingen) ist ein ehemaliger deutscher Handballspieler. Seine Stammposition war im linken Rückraum.

## Karriere
Ab seiner B-Jugend-Zeit spielt Gutbrod beim TV 1893 Neuhausen. Im Sommer 2007 wechselte er zu FRISCH AUF! Göppingen. Für die Regionalligamannschaft der Neuhäuser besaß Gutbrod eine Förderlizenz, so dass er für den TVN und Göppingen spielberechtigt war. Von 2011 bis 2013 spielte Gutbrod beim HBW Balingen-Weilstetten.
Ab Beginn der Spielzeit 2013/14 spielt Gutbrod beim Bergischen HC. Dort beendete er nach der Saison 2022/23 seine Karriere. Anschließend übernahm er beim Bergischen HC den Posten als Sportkoordinator. Ab April 2024 bis zum Saisonende 2023/24 trainierte er gemeinsam mit Markus Pütz und Arnór Þór Gunnarsson interimsweise den Bergischen HC. Anschließend übernahm er das Amt des Sportlichen Leiters beim Bergischen HC.

## Sportliche Erfolge
- Aufstieg in die Regionalliga mit dem TV Neuhausen/Erms 2007.
- Aufstieg in die 2. Bundesliga mit dem TV Neuhausen/Erms 2009.
- Vize-Europameister bei der Junioren-EM 2008 in Rumänien
- Weltmeister bei der Junioren-WM 2009 in Ägypten